# Vilamendhoo
Vilamendhoo est une petite île inhabitée des Maldives. C'est une des nombreuses îles-hôtel des Maldives, dont elle accueille depuis 1991 le Vilamendhoo Island Resort & Spa.

## Géographie
Vilamendhoo est située dans le centre des Maldives, au Sud-Est de l'atoll Ari, dans la subdivision de Alif Dhaal. L'île se situe à environ 88 km de la capitale Malé.